# خارج السرب
خارج السرب مسرحية سورية كوميدية ساخرة من تأليف محمد الماغوط، وهي من ضمن سلسلة من المسرحيات الساخرة التي الفها الماغوط والتي تتطرق للسياسة عبر اسلوب الترميز الذي يمتاز به الماغوط، نشرت ككتاب ضمن منشوات دار المدى عام 1999.

## القصة
تدور الاحداث على خشبة مسرحية تحوي شباك تذاكر وقاعة اجتماعات وتمرين وتمتلء بصور المسرحيين الكبار من ممثلين ومؤلفين عالميين، وتلقي الضوء على مستخدم المسرح (عاطف) الذي يمتلك الموهبة والشغف لكنه يحارب حيث يحاول اثبات ذاته وقدراته، وتتطرق المسرحية عبر الحوارات إلى المواضيع السياسية اما بشكل مباشر أو بالترميز.

## الشخصيات
قام محمد الماغوط بوصف شخصيات المسرحية كل على حدة بشكل مختصر ضمن النص المسرحي المنشور عن دار المدى  ، وهم: 
1. المنتج : هارب من دلف السياسة إلى مزراب الفن
2. المخرج : مجهول الاتجاهات والمواهب
3. روميو : مغرور دون موهبة
4. جولييت : مغرورة لكنها موهوبة، وعندما تنفعل تتحدث احيانا باللهجة المصرية
5. مركشيو : مبارز من اقرباء روميو
6. تيباليت : مبارز من اقرباء جولييت
7. المهندس : مهندس صوت واضاءة
8. مشاهد عجوز : نظرا لادواره القصيرة والمتباعدة مع المهندس يمكن ان يلعبا أكثر من دور في العرض، مشاهد، ساعي بريد، مهندس صوت واضاءة
9. عاطف : مستخدم يقوم بكل ما يتطلبه المسرح إلا الوقوف على خشبته، وهذا حلمه الأبدي الدي يقاسي الأمرين لتحقيقه
10. المندوب : ناطق باسم لجنة عربية وداهيتها
11. أبو ماهر : عضو في اللجنة ومطربها
12. أبو نوار : عضو في اللجنة
13. أبو بسام : عضو في اللجنة
14. أبو قصي : عضو في اللجنة
15. أبو مضر : عضو في اللجنة
16. الدكتورة : رئيسة اللجنة

## النص المسرحي المطبوع
صدرت الطبعة الأولى من المسرحية عن دار المدى عام1999 ثم اعيد طبعه ثانية عام 2007